# New prog
El new prog, nü prog o post-progresivo es un término usado para describir el estilo musical de cierto número de bandas que incorporan elementos del rock progresivo con otros estilos más recientes de la música y tintes experimentales. Suele ser catalogado como un subgénero del rock progresivo y muchas bandas lo suelen combinar con elementos de géneros como el jazz rock, rock alternativo, art punk, post-hardcore, math rock o el post-rock.
La lista de bandas dentro de este subgénero incluye a algunas bandas de art rock con influencias similares. Esta lista no incluye a las bandas que tocaban música progresiva durante los 70s o bandas que tocan metal progresivo.

## Bandas de New Prog
| - Abandoned Pools - Adebisi Shank - Aquanaut - Atlas of ID - Babel - Battles - Biffy Clyro - Big Sir - Camafeo - Children of Nova - Circa Survive - Coheed and Cambria - DonSr - De Facto - The Fall of Troy - The Dear Hunter | - Los Dorados - Dredg - Fair to Midland - Free Moral Agents - Girana Clown - Karnivool - Jeavestone - The Mars Volta - Mew - Muse - Minus the Bear - Moving Mountains - Oceansize - Omar Rodríguez-López Group | - Opus Däi - Ometeotl (OMTL) - Porcupine Tree - Portugal. The Man - Proyecto Quasar - Pure Reason Revolution - Radiohead - Rolo Tomassi - RX Bandits - Shels - Tera Melos - The Sound of animal Fighting - URSS Bajo El Árbol - Vato Negro - Zechs Marquise |